# Casa del Poble de Blanes
La Casa del Poble és una entitat del municipi de Blanes (Selva). L'edifici és una obra inclosa en l'Inventari del Patrimoni Arquitectònic de Catalunya.

## Edifici
Ens trobem davant d'un edifici de planta baixa i tres pisos, que comunica amb tres carrers, com són: la façana principal al Passeig de Dintre; cantonada al Passeig de l'hospital i la façana del mar al Passeig Cortils i Vieta. Es tracta d'un espaiós immoble de línies noucentistes i amb tota una sèrie d'elements ornamentals d'inspiració clàssica. Disposa d'un entaulament amb formes corbes que recorda molt a l'estil modernista que tant havia arrelat en la vila.
Pel que fa a l'escut de l'entitat, que enguany celebra el seu centenari, ubicat com a coronament de l'edifici, també hi apareixen escrites les paraules igualtat, llibertat i fraternitat, en concordança amb l'escultura femenina de la Marianne – tradicional personificació de la República, i heretada dels francesos- ubicada en l'entaulament de les dues façanes respectivament.
En la façana, trobem la porta flanquejada per dues columnes estriades, coronades amb uns capitells jònics les volutes dels quals són àmpliament emfasitzades i accentuades. En el primer pis, hi ha una finestra central geminada, separada també per una columna de capitell amb volutes. En el segon pis, hi trobem un gran balcó central de pedra, amb finestres a cada costat i amb decoració sobre la llinda. Al pis superior hi ha una galeria, amb set finestres de mig punt separades per columnes.
Ens trobem en definitiva davant d'un estil noucentista, embotit de neoclàssic, ja que els elements ornamentals recorren sovint, amb els pilars jònics, a l'ordre clàssic, i també fent referència al modernisme, perquè així ho recorda la coronació de l'edifici.

## Història
Per trobar els orígens de l'actual Casa del Poble de Blanes, cal remuntar-se a la dècada de 1850, concretament amb la figura clau del seu propietari original com era Agustí Vilaret i Centrich. Originari de Blanes, a la dècada dels 40 va marxar de la seva vila nadiua per anar a buscar fortuna a Amèrica, concretament a l'illa de Puerto Rico. L'any 1859, el seu creixent nivell de vida li va permetre comprar un ampli habitatge de dos pisos a la seva vila catalana.
Emplaçat al número 26 del passeig de Mar gaudia d'una situació privilegiada, en un sector que serà l'escollit per la majoria d'americanos i per algunes de les famílies benestants blanenques i d'estiuejants per a construir-s'hi unes modernes i funcionals residències. Durant la dècada dels anys seixanta adquirirà diversos immobles a Guayana. Però l'adquisició més important va ser la compra del Mas Ferran de Blanes. A les vinyes d'aquests terrenys, emplaçats a la falda de les muntanyes de Santa Bàrbara i de Sant Joan, hi va realitzar el seu important treball d'investigació i elaboració de vins escumosos, sent pioner en la utilització dels nous invents tecnològics i obtenint un gran coneixement en les diverses exposicions universals mostres a les que va participar. Fou un dels primers xampanyistes de l'estat espanyol i s'envoltà d'acreditats especialistes. La seva mort, ocorreguda a Blanes el dia 1 de setembre de 1903, comportà l'arrendament de les caves a Demissy, Miquel i Cia. De Palafrugell tres anys després. Finalment, el 1923, seran venudes al comerciant francès Emile Deplasse que les vendrà aquest mateix any a la societat barcelonina Fortuny Hermanos. Aquí comença una nova etapa de les prestigioses caves Mont-Ferrant, deslligada ja de la família Vilaret. La Casa del Poble, nascuda l'any 1905 i que va tenir el seu primer emplaçament en uns locals del carrer de la Muralla, agrupava a les persones ideològicament d'esquerres i amb esperit republicà. Les seves activitats culturals i polítiques, un cop instal·lats en el nou edifici, van augmentar considerablement.
El Cafè era la principal activitat de la planta baixa, que ocupava pràcticament tota la seva superfície i disposava de dos nivells. El primer pis era el destinat a teatre i a sala de ball. Gran part d'aquesta distribució va canviar radicalment després de la Guerra Civil Espanyola, quan l'edifici va ser confiscat per les noves autoritats franquistes i es va destinar a menjador de l'“Auxilio Social”. Els seus nous propietaris el van transformar en un centre per fer-hi reunions, per hostatjar a les persones adictes al règim i a treballadors d'altres regions que es traslladaven a Blanes.
El seu nom va experimentar un canvi substancial, oficialment era la "Residencia de Trabajadores Luis Rodríguez Ballou" però la gent de Blanes va batejar-la com la Pensió o l'Hostal del Duro. A causa del pèssim estat de conservació en què es trobava tot l'edifici - a nivell inferior a part de la planta baixa, la resta es trobava en un estat deplorable de semi-abandó, mentre que a nivell exterior, ambdues façanes es trobaven greument deteriorades-, com molt bé ho demostren les fotografies anteriors com la de la fitxa del servei del Patrimoni arquitectònic del 1982 o la del Consell Comarcal del 1998, es va decidir encarregar en el 1999 a l'arquitecte Ferran Galvany Vilà, que realitzés un projecte d'estudi que avalués l'estat bastant catastròfic de l'edifici. Estudi d'altra banda, que serà l'avantsada, anticiparà o servirà de patró per a la posterior rehabilitació integral protagonitzada pel mateix arquitecte, que va afectar l'edifici en tot el seu conjunt, tant a nivell interior com exterior. El resultat de la intervenció va ser molt positiu i interessant, ja que l'arquitecte va saber dotar a l'edifici d'un aire juvenil i fresc, sense perdre de vista els seus orígens antics arrelats a la vila. Seu d'ERC.